# Паучья черепаха
Паучья черепаха (лат. Pyxis arachnoides) — вид сухопутных черепах. Эндемик Мадагаскара. Малоизученный вид, его численность сокращается.

## Описание

### Внешний вид
Мелкая черепаха, длина её панциря до 15 см. Он высокий, округлый. Передняя доля пластрона подвижно соединена с основной его частью поперечной сухожильной связкой. Это позволяет черепахе в случае опасности плотно закрываться спереди. Панцирь тёмно-коричневый, покрытый ажурным жёлтым рисунком, похожим на паутину. За этот рисунок паучья черепаха и получила своё название. Голова чёрная, покрытая маленькими светлыми пятнами. Лапы снаружи жёлтые, а на внутренних поверхностях чёрные.

### Распространение и среда обитания
Эндемик Мадагаскара. Распространена в сухих прибрежных районах на юге и юго-западе острова. Самые плотные популяции обитают к северу от реки Онилахи.
Обитает на аридных и полуаридных территориях, поросших ксерофитным кустарником с обязательным наличием Didierea.

### Поведение
Паучья черепаха активна по утрам и вечерам. В дождливые или пасмурные дни может быть активна весь день. Летом во время засушливого сезона зарывается в землю.

### Питание
Растительноядна.

### Размножение
Брачный период проходит с июня по август. Черепаха откладывает одно крупное яйцо размером 25—30 на 33—35 мм, которое закапывает глубоко в грунт. Число кладок в год неизвестно.

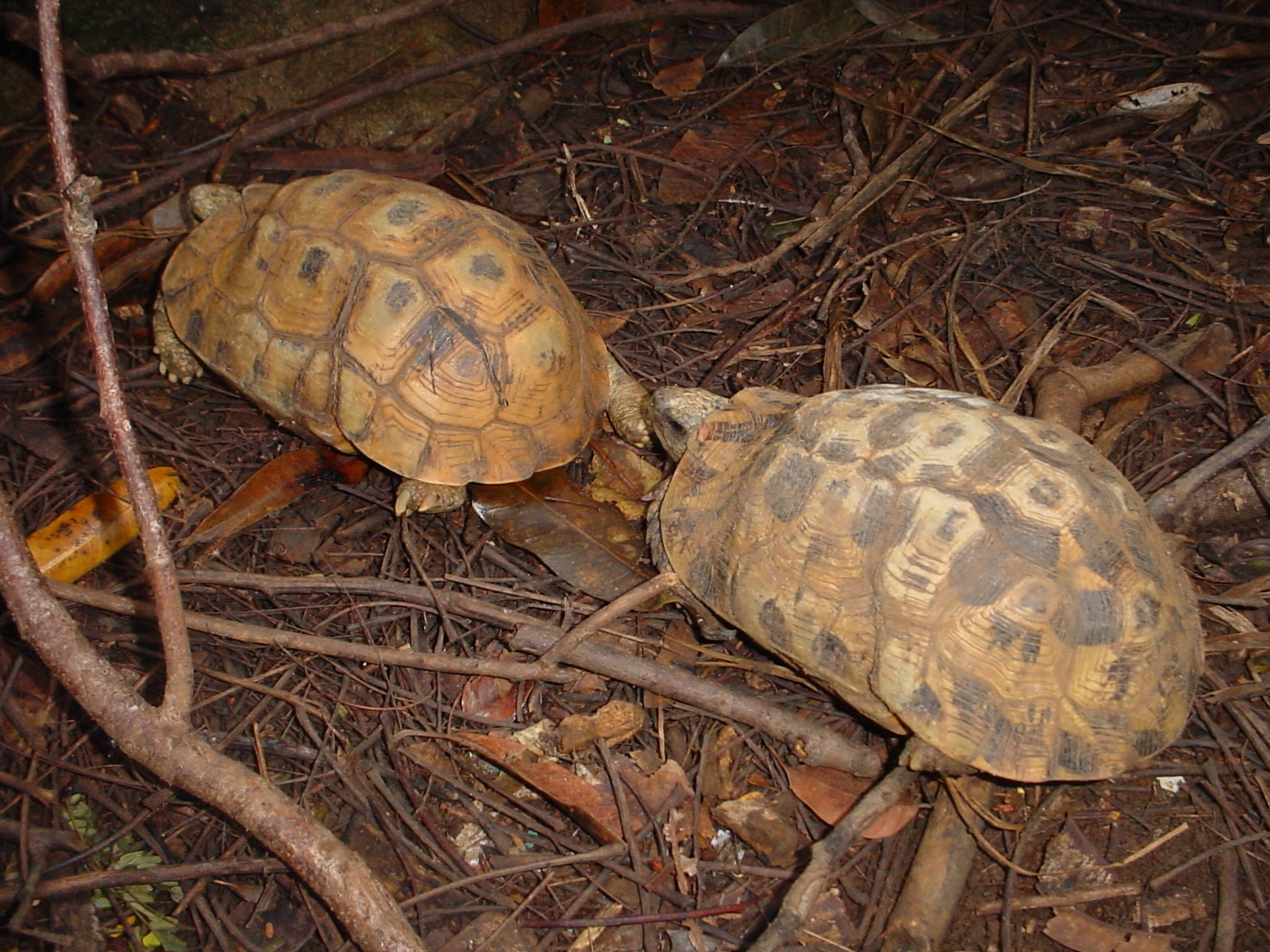

## Подвиды
- Pyxis arachnoides arachnoids Bell, 1827 — Имеют жёлтый однотонный пластрон с подвижным сочленением. Горловые щитки выступают вперёд.
- Pyxis arachnoides brygooi (Vuillemin et Domergue, 1972) — На пластроне нет подвижного сочленения.
- Pyxis arachnoides oblonga Gray, 1869 — На пластроне имеют подвижное сочленение и тёмные пятна. Горловые щитки немного выступаю вперёд.

## Паучья черепаха и человек
Численность точно не установлена, но она сокращается из-за разрушения мест обитания и отлова людьми. В пищу используется редко. Кое-где сохраняется из-за непригодности мест её обитания для хозяйственной деятельности.
Необходима охрана мест обитания от трансформации на всём ареале паучьей черепахи.

## Содержание в неволе
Необходим террариум с толстым слоем земли и гравия. Обязательно наличие ванночки с водой, откуда черепаха может пить и где может купаться. Температура днём под лампой 28—33 °C, днём в холодном углу 23—24 °C, ночью 19—24 °C. Паучья черепаха очень подвержена заболеваниям и сложна для содержания.